# The Difference Machine
The Difference Machine ist das fünfte Studioalbum der englischen Retro-Prog-Band Big Big Train. Es wurde am 17. September 2007 veröffentlicht.

## Stil und Rezeption
The Difference Machine ist ein Konzeptalbum, das von Tod, Verlust, Einsamkeit und Trauer handelt. Die damit einhergehende Sprachlosigkeit wird durch Instrumentalstücke und -passagen verdeutlicht. Das Konzeptthema wurde durch die Einbeziehung des Schmetterlingseffektes aus der Chaostheorie progtypisch verklausuliert: Kann der Tod eines Erdenmenschen einen weit entfernten Stern zur Explosion bringen? Der Titel des Albums – abgeleitet aus einer Textstelle des Stücks Perfect Cosmic Storm – bezieht sich auf Charles Babbage und dessen vergebliche Versuche, eine funktionierende Differenzmaschine zu bauen.
Musikalisch ist dieses Album sowohl dem Retro-Prog als auch dem New-Artrock zuzuordnen, es gibt Einflüsse von Genesis und Van der Graaf Generator, jedoch auch von Sigur Rós, Mew und Oceansize.

## Titelliste
1. Hope This Finds You 03:12
2. Perfect Cosmic Storm 14:40
3. Breathing Space 1:47
4. Pick Up If You’re There 13:39
5. From The Wide Open Sea 01:20
6. Hope You Made It 03:46 (nur auf dem 2010er Reissue enthalten)
7. Salt Water Falling on Uneven Ground 12:38
8. Summer’s Lease 07:34

## Kritiken
“These guys are amazing! I haven't heard anyone so ‘new’ old prog (Does this make them ‘neo’?) with such high quality, great melodies, great vocal harmonies, amazing song structures, album concepts (with musical themes being repeated throughout à la ‘A Trick of the Tail’).”

„Da rauscht der Lokführer Gregory Spawton mit seinem Heizer Andy Poole und der übrigen Besatzung samt ‚Aushilfspersonal‘ der altehrwürdigen Dampfloks Spock’s Beard und Marillion durch Landschaften, die mit Stachelschweinbäumen bewachsen und von merkwürdigen Wesen wie dem karmesinroten König oder noch jungen Musikern, die merkwürdigerweise alle auf den Namen Peter (zu unterscheiden sind der musicus gabrielus und der musicus hammillitis) hören, bevölkert sind. Am Himmel rauschen Wolken aus Jazztönen und Banks´schen Keyboardtupfern vorbei und aus dem Führerstand der Lok dringt manchmal seltsam vertrauter Harmoniegesang.“

„Fazit: Ein eher ruhiges und dennoch spannendes Prog-Album. Sehr zu empfehlen. Nichts für Frickel-Liebhaber.“

“With The Difference Machine, BBT may finally have made the album they have been promising all these years. […] Jem Godfrey (Frost*) was right, with The Difference Machine, BBT have made a damn good album. One of the best progressive rock albums this year, at least for me.”

“The classic prog arrangements are spiced up with some modern technology, including digital loops and industrial sounding distorted vocals. This infuses the album with a schizophrenic quality.”

„Big Big Train verstehen es auf ihrem neuesten Longplayer, den Sound des klassischen Prog-Rocks mit einer modernen Variante des an Porcupine Tree angelehnten New Artrock miteinander zu verbinden. Man mag es nicht glauben, aber es funzt.“

„Das letzte Werk ‚Gathering Speed‘ fand ich ehrlich gesagt schon ziemlich langweilig und nun kommt die neue CD, die vorwiegend aus drei Longtracks besteht – die kurzen Instrumentals dazwischen sind allenfalls instrumentelle Lückenfüller (besonders der blutleere Opener zündet überhaupt nicht) ohne inhaltliche Essenz.“